# Hans-Joachim Bannier
Hans Joachim Bannier (nacido en 1957) es un autor alemán, pomólogo y socio colaborador del «Deutsche Genbank Obst» "Banco genético de fruta alemán".

## Biografía
Bannier es conocido como un destacado experto en cultivares antiguos de manzanas y cerezas dulces.
Cultivó 350 variedades diferentes de manzanas (Bielefeld Fruit Arboretum) en un huerto de pradera que inició y dirigió en la ladera del bosque de Teutoburg cerca de Bielefeld. Con esta colección, Hans-Joachim Bannier es socio de la red del German Fruit Genebank. Bannier es miembro de la Asociación de Pomólogos y fue uno de los pomólogos que participaron en el redescubrimiento de la variedad de manzana alemana más antigua desaparecida, Edelborsdorfer . Es miembro de la comisión pomológica tanto de fruta de pepita como de fruta de hueso.

## Premios
2006: Premio Johann Georg Conrad Oberdieck-Preis de la "Pomologen-Vereins" (Asociación de Pomólogos) y la ciudad de Naumburg (Hesse).

## Publicaciones
- Alte Süßkirschensorten (Obstsortenwerk): Genetische Vielfalt in den Kirschanbaugebieten Hagen am Teutoburger Wald und Witzenhausen-Variedades antiguas de cereza dulce (planta frutal): diversidad genética en las áreas de cultivo de cerezas del bosque de Hagen am Teutoburg y Witzenhausen. (Con Annette Braun-Lüllemann). Editor de la Asociación de Pomólogos, Detmold 2010, ISBN 978-3-943198-05-8 / Ministerio Federal de Alimentación, Agricultura y Protección del Consumidor, 2010, ISBN 978-3-00-030878-9 . En línea (archivo PDF, 31,14 MB.)
- Lokale und regionale Obstsorten im Rheinland – vom Aussterben bedroht! – Ein Handbuch mit 49 Sortensteckbriefen-Variedades de frutas locales y regionales en Renania: ¡en peligro de extinción! – Un manual con 49 perfiles de especies . (junto con otros autores). Publicado por LVR Network Environment 2010,
- Fehlerhaftes Bildmaterial in der aktuellen Obstsortenliteratur. – Zur Bestimmung alter Apfelsorten-Material de imagen incorrecto en la literatura actual sobre variedades de frutas. – Identificar variedades antiguas de manzana. (Con Wilfried Müller y Werner Schuricht ). Editor de la Asociación de pomólogos, Detmold 2003
- Alte Obstsorten neu entdeckt für Westfalen und Lippe-Viejas variedades de fruta redescubiertas para Westfalia y Lippe . Publicado por la Ravensberg Nature Foundation, Bielefeld 2006
- Moderne Apfelzüchtung: Genetische Verarmung und Tendenzen zur Inzucht-Mejoramiento moderno de manzanas: empobrecimiento genético y tendencias hacia la endogamia . En: Adquisición fruticultura , Enero 2011, Tomo 52, pp. 85-110
- Molekulargenetische Analyse des ‘Maschanzker’/‘Borsdorfer’‐Sortenkomplexes-Análisis genético molecular del complejo varietal 'Maschanzker'/'Borsdorfer' . (junto con Alberto Storti, Christian Holler, Bernd Kajtna, Thomas Rühmer, Alois Wilfling, Claudio Soldavini, Josef Dalla Via y Sanja Baric). En: Fruticultura comercial , octubre de 2013, pp. 99-107
- Lokale und regionale Obstsorten im Rheinland – neu entdeckt! Zweite, stark erweiterte Auflage. Ein Handbuch mit 100 Sortensteckbriefen-Variedades de frutas locales y regionales en Renania: ¡redescubiertas! Segunda edición muy ampliada. Un manual con 100 perfiles de especies . (Descripciones de variedades de manzanas y peras por H.-J. Bannier, descripciones de variedades de frutas de hueso por la Dra. Annette Braun-Lüllemann, así como otros autores). Publicado por LVR Network Cultural Landscape with the Biological Stations in the Rhineland, Colonia 2017
- European Landraces: On-farm Conservation, Management and Use-Razas del terreno europeas: Conservación, manejo y uso en granjas , Inventario de razas del terreno en Alemania , páginas 79 a 96 vista previa limitada en la Búsqueda de libros de Google